# Hupikék törpikék (televíziós sorozat, 2021)
A Hupikék törpikék (eredeti cím: Les Schtroumpfs) 2021-tól vetített belga 3D-s számítógépes animációs kalandsorozat, amelyet Peyo alkotott. Az 1981-es azonos című rajzfilmsorozat rebootja.
A sorozat producerei Véronique Culliford és Maia Tubiana. A forgatókönyvet Peter Saisselin és Amy Serafin írták. Rendezője William Renaud. Zenéjét Brad Breeck szerezte. A sorozat gyártója a Dupuis Édition & Audiovisuel, a Peyo Productions, az IMPS Brussels és a Dargaud Media, forgalmazója az OUFtivi.
Belgiumban 2021. április 28-án mutatta be az RTBF. Magyarországon 2021. október 4-én a Nicktoons és a Nickelodeon mutatta be, majd 2022. április 11-én már a TV2 Kids is közvetíti.

## Cselekmény
A törpök gombaházakban laknak falujukban, egy képzeletbeli erdő szívében, amelyet Hókuszpók és a macskája, Sziamiaú lelkesen keres.

## Szereplők
| Szereplők                | Eredeti hang      | Magyar hang                                                         |
| ------------------------ | ----------------- | ------------------------------------------------------------------- |
| Törpilla                 | Anna Ramade       | Ágoston Katalin                                                     |
| Törpapa                  | Jean-Loup Horwitz | Várkonyi András                                                     |
| Okoska                   | Antoine Schoumsky | Baráth István                                                       |
| Törpupák                 | Antoine Schoumsky | Ágoston Péter                                                       |
| Törperős                 | Marc Arnaud       | Varga Rókus                                                         |
| Hami                     | Marc Arnaud       | Sörös Miklós (1x07-09, 1x19) Kapácsy Miklós (1x14-től, kivéve 1x19) |
| Tréfi                    | Kaycie Chase      | Pusztaszeri Kornél                                                  |
| Tutyimutyi               | Kaycie Chase      | Fekete Zoltán                                                       |
| Törpojáca                | Jérémy Prévost    | Láng Balázs                                                         |
| Kertitörp                | Jérémy Prévost    | Galkó Balázs (1-2.évad, 3. évad 1.fele)                             |
| Költörp                  | Jérémy Prévost    | Seszták Szabolcs                                                    |
| Hókuszpók                | Emmanuel Curtil   | Csankó Zoltán                                                       |
| Dulifuli                 | Emmanuel Curtil   | Háda János                                                          |
| Habzsi                   | Emmanuel Curtil   | Hannus Zoltán                                                       |
| Törpfűzi                 | Magali Rosenzweig | Bálint Adrienn                                                      |
| Lusti                    | Magali Rosenzweig | Elek Ferenc                                                         |
| Jajgatörp                | Magali Rosenzweig | Takátsy Péter                                                       |
| Sziamiaú                 | ?                 | Szokol Péter                                                        |
| Nótata                   | ?                 | Bodrogi Attila                                                      |
| Ügyifogyi                | Fanny Bloc        | Molnár Levente                                                      |
| Ügyi                     | Xavier Fangon     | Stern Dániel                                                        |
| Törpingáló               | ?                 | Seder Gábor                                                         |
| Törpvirág                | Olivia Luccioni   | Hermann Lilla                                                       |
| Törpliliom               | Cindy Lemineur    | Nagy-Rigler Renáta ( 1.,2. évad) 3. évad?) (                        |
| Törpvihar                | Kelly Marot       | Molnár Ilona                                                        |
| Törpöltő                 | ?                 | Gardi Tamás                                                         |
| Törpicur                 | ?                 | Nagy-Rigler Renáta                                                  |
| Minitréfik               | ?                 | Nagy Gereben                                                        |
| Törp #1                  | ?                 | Szabó Andor                                                         |
| Törp #2                  | ?                 | Bergendi Áron                                                       |
| Törp #3                  | ?                 | Czupi Áron                                                          |
| Törp #4                  | ?                 | Bor László                                                          |
| Törp #5                  | ?                 | Szrna Krisztián                                                     |
| Törp #6                  | ?                 | Gardi Tamás                                                         |
| Medve                    | ?                 | Orbán Gábor                                                         |
| Csiga                    | ?                 | Orbán Gábor                                                         |
| Hókuszpók anyja(Banyuci) | ?                 | Halász Aranka                                                       |
| Melák                    | ?                 | Törköly Levente                                                     |
| Vadócka                  | ?                 | Barabás Kiss Zoltán                                                 |
| Zöldi                    | ?                 | ?                                                                   |
| Vásottka                 | ?                 | Hegedűs Johanna                                                     |
| Drazsé                   | ?                 | ?                                                                   |
| Törpbuborék              |                   | Gyarmati Laura                                                      |

### Magyar változat
- Felolvasó: Endrédi Máté (1x01-18, 24-25) Pál Tamás (19-23, 26), Orosz Gergely (2. évadtól)
- Magyar szöveg: Kövesdi Miklós Gábor
- Hangmérnök: Weichinger Kálmán
- Vágó: Hajzler László
- Gyártásvezető: Derzsi Kovács Éva
- Szinkronrendező: Dezsőffy Rajz Katalin
- Produkciós vezető: Koleszár Emőke
- További magyar hangok: Bognár Tamás, Fehér Péter, Hám Bertalan, Törköly Levente, Bogdán Gergő, Schneider Zoltán

A szinkront az SDI Media Hungary készítette.

## Epizódok
| Évad | Évad | Epizódok | Eredeti sugárzás    | Eredeti sugárzás  | Magyar sugárzás (Nicktoons) | Magyar sugárzás (Nicktoons) | Magyar sugárzás (Nickelodeon) | Magyar sugárzás (Nickelodeon) | Magyar sugárzás (TV2 Kids) | Magyar sugárzás (TV2 Kids) |
| Évad | Évad | Epizódok | Évadpremier         | Évadfinálé        | Évadpremier                 | Évadfinálé                  | Évadpremier                   | Évadfinálé                    | Évadpremier                | Évadfinálé                 |
| ---- | ---- | -------- | ------------------- | ----------------- | --------------------------- | --------------------------- | ----------------------------- | ----------------------------- | -------------------------- | -------------------------- |
|      | 1    | 52       | 2021. április 18.   | 2022. március 20. | 2021. október 4.            | 2023. február 22.           | 2021. október 4.              | 2023. február 8.              | 2022. április 11.          | -                          |
|      | 2    | 52       | 2022. augusztus 29. | 2023. január 24.  | 2023. május 22.             | 2024. január 30.            | 2023. április 10.             | 2024. január 24.              | 2023. október 30.          | 2023. december 4.          |
|      | 3    | 52       | 2024. augusztus 25. | 2025. május 25.   | 2025. április 14.           | TBA                         | 2025. február 24.             | TBA                           | 2025. július 21.           | TBA                        |

## Gyártás
A sorozat szinte teljes egészében Belgiumban készült, az animáció 75%-a Dupuis DreamWall animációs stúdiójában csinálták. Animációs stílusa a Hupikék törpikék – Az elveszett falu című filmhez hasonlít, illetve új szereplők átemelésével folytatásnak is tekinthető.
A műsort először 2017-ben kezdte el fejleszteni a Peyo Productions. 2020-ban bejelentették, hogy több országában a Nickelodeon vette meg sugárzási jogokat.